# V kogtjach sovetskoj vlasti
V kogtjach sovetskoj vlasti (В когтях советской власти) è un film del 1926 diretto da Pantelejmon Sazonov.